# Houetteville
Houetteville ist eine französische Gemeinde mit 194 Einwohnern (Stand: 1. Januar 2022) im Département Eure in der Region Normandie (vor 2016 Haute-Normandie); sie gehört zum Arrondissement Bernay (bis 2017 Évreux) und zum Kanton Le Neubourg. Die Einwohner nennen sich Houettevillais.

## Geografie
Houetteville liegt etwa 15 Kilometer nordnordwestlich von Évreux am Iton. Umgeben wird Houetteville von den Nachbargemeinden Canappeville im Norden und Nordwesten, Hondouville im Norden, La Vacherie im Osten, Brosville im Süden sowie Bérengeville-la-Campagne im Westen und Südwesten.
| Jahr      | 1793 | 1846 | 1881 | 1936 | 1962 | 1968 | 1975 | 1982 | 1990 | 1999 | 2006 | 2013 |
| --------- | ---- | ---- | ---- | ---- | ---- | ---- | ---- | ---- | ---- | ---- | ---- | ---- |
| Einwohner | 263  | 246  | 222  | 167  | 158  | 155  | 156  | 165  | 173  | 198  | 214  | 210  |

## Sehenswürdigkeiten

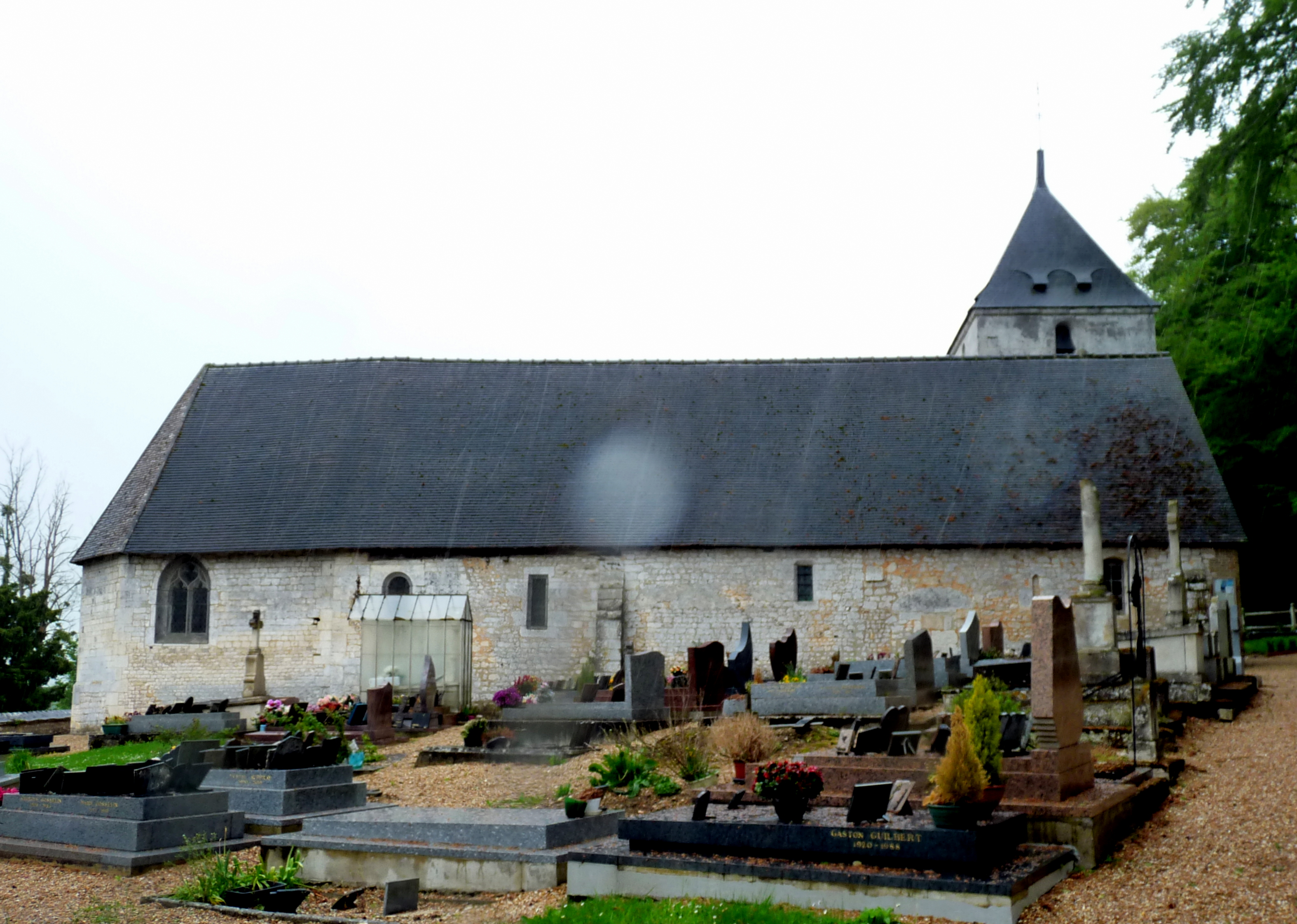
Kirche Notre-Dame
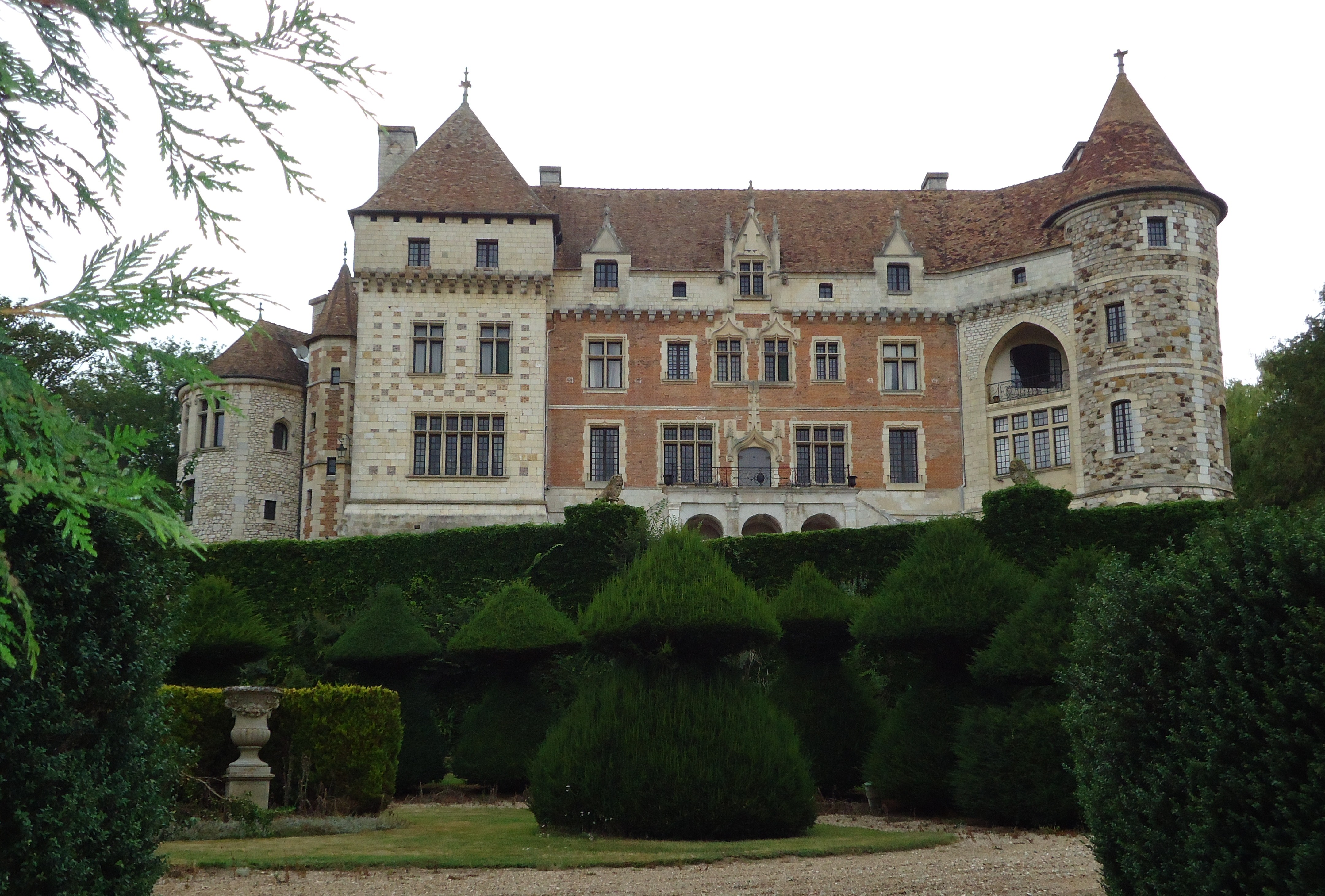
Schloss Houetteville

- Kirche Notre-Dame
- Schloss Houetteville